# A galamb visszatérése Noé bárkájára
A galamb visszatérése Noé bárkájára (eredeti címe: The Return of the Dove to the Ark) John Everett Millais brit festő alkotása, amely 1850-ben készült el. A festmény jelenleg az oxfordi Ashmolean Museum gyűjteményében található.
A kép témája biblikus, Noé két menyét ábrázolja a galambbal, amely éppen visszatért a bárkára csőrében egy olajfaággal.
Millais 1846-ban költözött Oxfordba, ahol felkarolta a neves műkereskedő és képkeretező, James Wyatt. Wyatt helyet biztosított Millais-nek és számos portrét rendelt tőle, amelyek családját ábrázolták. Oxfordban élt a preraffaeliták első jelentős pártfogója, Thomas Combe is, aki Millais barátja volt és számos képet vásárolt tőle és preraffaelita társaitól. Combe hagyatékából került ez a festmény is az Ashmolean Museum gyűjteményébe. 1850-ben festette meg Millais Thomas Combe portréját is.
A galamb visszatérése némileg eltér a preraffaeliták kedvelt stílusától, mivel Millais nem fordított figyelmet a háttér kidolgozására. Azonban az alakok lába alatt található szalma élethűen, aprólékos részletességgel van megfestve, csakúgy mint a tollát felborzoló galamb. A képet nagyra tartotta mind John Ruskin, mind Théophile Gautier műkritikus.
Ruskin, aki szintén Oxfordban tanult (az Oxfordi Egyetem Christ Church kollégiumában), a londoni Királyi Művészeti Akadémia 1851-es kiállításán látta meg a képet. Ruskin azonnal meg akarta vásárolni a képet, de azt még a kiállítás megnyitása előtt megvette Combe.

## Fordítás
- Ez a szócikk részben vagy egészben  a   The Return of the Dove to the Ark című angol Wikipédia-szócikk fordításán alapul.  Az eredeti cikk szerkesztőit annak laptörténete sorolja fel. Ez a jelzés csupán a megfogalmazás eredetét és a szerzői jogokat jelzi, nem szolgál a cikkben szereplő információk forrásmegjelöléseként.

## Külső hivatkozások
- The Return of the Dove to the Ark - a BBC A history of the world oldaláról
- Sir John Everett Millais - The Return of the Dove to the Ark